# Danièle Festy
Danièle Festy, née le 10 septembre 1943 à La Roche-sur-Yon et morte le 21 août 2018 à Neuilly-sur-Seine,, est docteur en pharmacie et auteur de nombreux ouvrages sur la phytothérapie et l'aromathérapie,. Spécialiste de ces sujets, elle intervient dans divers magazines comme Femme actuelle, Top santé. Pour être en contact avec ses lecteurs, elle met en place un blog, des formations et des consultations.
Danièle Festy a écrit 40 titres sur les huiles essentielles. Certains ont été réédités plusieurs fois. Selon son éditeur, Leduc.s Éditions, le livre Ma bible des huiles essentielles se serait vendu à plus d'un million d'exemplaires. Elle a aussi écrit de nombreux livres sur les compléments alimentaires et la médecine dite naturelle.